# 失楽園 (渡辺淳一の小説)
『失楽園』（しつらくえん）は、渡辺淳一の恋愛小説、また、それを原作とした映像作品。小説は1995年（平成7年）9月から翌年10月にかけて『日本経済新聞』に掲載され、1997年2月に講談社から単行本として刊行された。発行部数は260万部を突破している。
映画は1997年5月10日公開され、TVドラマは1997年7月7日から日本テレビで放送された。

## 概要
不倫を主題とし、一般向け新聞連載ではあまり例のない性描写が含まれている。映画・テレビドラマ化され、「失楽園」というタイトルが流行語にもなった。有島武郎の心中事件をモチーフとしている。
「失楽園」という題名はジョン・ミルトン著作の同名の叙事詩からとられている。

## あらすじ
久木祥一郎は、現代書房の部長職を解かれて、調査室へ異動、閑職に追いやられてしまう。突然の左遷人事から3か月が過ぎたある日、衣川道夫の依頼でカルチャーセンターにて講演を行った夜、彼の紹介で久木は書道の講師をする松原凛子と出会う。物語はその数か月後の9月、鎌倉にあるホテルの一室から始まる。
それぞれ家庭を持つ二人だったが、密会を繰り返すうちに久木と凛子の愛は深まっていった。次の年の2月、凛子の希望で二人は中禅寺湖を臨む日光の旅館に1泊旅行をした。しかし、強力な低気圧による吹雪で足止めを食らい、やむなく旅館でもう1泊することになり、家族との関係はこの一件を機に悪化することとなる。
凛子は関係が冷え込んでもなお、夫・晴彦より夫婦でいることを求められ、ついには母・江藤邦子から絶縁を言い渡される。久木は妻の文枝から離婚を提案されていたが、差出人不明の“身上書”が届いたことで、凛子との関係は現代書房にも知れ渡る。子会社への転籍を打診されたのをきっかけに、久木は現代書房を退職することを決意。その後二人は、それぞれの家族に離婚届を送った。移ろいゆく愛、そして老いへの恐怖の中で、久木と凛子は共に死ぬことを考えるようになる。
10月のある夜、久木と凛子は軽井沢にある凛子の別荘で、青酸カリを混ぜたシャトー・マルゴーを飲んで心中する。翌日午後、別荘の管理人が寝室で見たのは、死後硬直の最も強い状態で、結ばれたまま死亡して冷たくなっていた二人の姿だった。終章で死体検案調書と考察文が警察医によってまとめられ、物語は終わる。

## 書誌情報
単行本
- 講談社・1997年

上 ISBN 4-06-208573-9、下 ISBN 4-06-208574-7
愛蔵版
- 講談社・1997年　ISBN 4-06-209008-2

文庫本
- 講談社文庫・2000年

上 ISBN 4-06-264779-6、下 ISBN 4-06-264780-X
- 角川文庫・2004年

上 ISBN 4-04-130737-6、下 ISBN 4-04-130738-4

## 映画
1997年5月10日公開。製作は角川書店、東映、エースピクチャーズ（現：アスミック・エース）、日本出版販売、三井物産。配給、東映。第21回日本アカデミー賞最優秀主演女優賞、報知映画賞、キネマ旬報賞受賞作。配給収入23億円を記録し、1997年『もののけ姫』に次ぐヒット作品となった。

### あらすじ
久木祥一郎は営業部と意見の相違が生じた事からの喧嘩で、編集長の座をおろされ、調査室に異動。多忙だった編集から、ヒマを持て余す調査室に左遷された久木は、仕事への情熱を失っていた。
暇が生じた時間を持て余した久木は知人で、カルチャー・センターに勤務する男性・衣川と呑んだ際、彼の「恋がしたい」という言葉を聞く。妻・文枝との仲は悪くないが、しっくりこないものがあることを感じていた。
そして、彼から自身のカルチャー・スクールで書道の講師をしている松原凛子の話を聞く。

### スタッフ
- 監督：森田芳光
- 脚本：筒井ともみ
- 音楽：大島ミチル
- 音楽録音：伊藤圭一[7]
- 撮影：高瀬比呂志
- 美術：小沢秀高
- 照明：小野晃
- 録音：橋本文雄
- 編集：田中慎二
- 助監督：杉山泰一
- 音響効果：伊藤進一
- 視覚効果：大屋哲男
- 俳句監修：鈴木真砂女
- 書道協力：日本教育書道藝術院、五月女玉環
- 絵画協力：高橋淑人、東京画廊
- 七宝工芸：平林良典
- 現像：IMAGICA
- 車輌協力：ボルボ・カーズ・ジャパン
- 協力：プリンスホテル、オンワード樫山、講談社
- 総合プロデュース：原正人
- プロデュース：永井正夫
- 製作総指揮：角川歴彦

### キャスト
久木祥一郎
演 - 役所広司
出版社の元編集長。50歳。根っからの仕事人間だが、雑誌の売上を伸ばしたい営業部と、作品にこだわりすぎて揉めたせいで左遷された。その後は調査室所属の社員になり、昭和史の編さんに携わり現在は阿部定（詳しくは阿部定事件を参照）について調べている。凛子とは、8月に知り合って不倫関係となり、周りに仕事と誤魔化して密会したり泊りがけの旅行に出かけて過ごしている。
松原凛子
演 - 黒木瞳
久木の不倫相手。38歳。衣川のカルチャーセンターで書道を教える。“楷書の君"の由来は、かっちりとした楷書のような文字を書くことから。ある日文章の書き方を教えてもらいに来た久木と知り合い、ほどなくして不倫関係となった。本人によると久木への愛が深くなると同時に不倫する怖さを感じている。カモとクレソンの鍋が好き。25歳の頃に晴彦と見合い結婚。

#### 久木の家族など
久木文枝
演 - 星野知子
久木の妻。自宅でタイル に模様を考えて絵を描くデザイナーのような仕事をしている。夫婦で働いていることから経済的には、それなりに余裕のある生活をしている。真面目で控え目な性格だが内心、結婚当初から仕事重視の久木に不満を持ち続けている。
知佳
演 - 木村佳乃
久木の娘。徹と結婚し、現在は親元を離れて暮らしている。詳細は不明だが普段は白衣を着る仕事をしている。作中では何度か実家に帰って両親と会っているが、2人のやり取りから夫婦仲の変化を感じ取り思い悩む。
徹（とおる）
演 - 村上淳
知佳の夫。知佳と2人で暮らしており、現在は子作りについて夫婦で考えがまとまっていない状態。メガネをかけて髪の毛を後ろで縛っている。正月に知佳と共に久木家にやって来て、4人で近くの神社に初詣に訪れる。

#### 凛子の関係者
松原晴彦
演 - 柴俊夫
凛子の夫。医学部の学究であり、凛子の養父が心臓の発作で倒れた際は治療に手を尽くすなど医療に対しては真摯に取り組んでいる。生真面目だが堅物で嫉妬心も強い。凛子とは一応夫婦の会話はあるものの夜の営みはほぼない状態。チーズが好きで特にエポワスを好んで食している。
三浦節子
演 - 岩崎加根子
凛子の母。凛子が幼い頃に最初の夫が蒸発し、その後再婚。二番目の夫は優しい性格で、凛子にも実子同然に愛情を注いでいた。劇中で二番目の夫を亡くし、葬儀後凛子に晴彦を大事にするよう助言する。
今井美都里
演 - 金久美子
凛子の高校時代からの友人。凛子のことを「りん」と呼んでいる。フランス人の夫と離婚したばかりで、現在はハーフと思われる小学校低学年くらいの息子と2人暮らし。アパレルショップのディスプレイに関わる仕事をしている。

#### 久木の同僚たち
鈴木
演 - 小坂一也
調査室の中年社員。皆久木と同じく忙しい部所から異動してきたらしく、忙しかった頃のことを懐かしむ。調査室の同僚たちとは、日頃から仕事や恋愛などについてざっくばらんに語り合っている。
横山
演 - あがた森魚
調査室の中年社員。趣味は将棋で村松と対戦している。自身を含めた同僚社員は特に重要な仕事を任されておらず地味な作業をしているだけで暇を持て余している。調査室の飲み会で秀子に、「4人の中年男性の中で一番モテそうなのは誰か？」を尋ねる。
村松
演 - 石丸謙二郎
調査室の中年社員。調査室では唯一ケータイを所有し 最近出張が増えた久木に浮気を疑う。職場では、どくだみ茶を「うまくない」と思いながらも健康のために飲んでいる。
宮田秀子
演 - 原千晶
調査室の若い女性社員で紅一点。仕事はもっぱらお茶くみと、手動の鉛筆削り器で鉛筆を削る作業。飲み会で横山たちと不倫の話題になり、不倫に必要なものを尋ねられて「体力」と答える。

#### 久木と関わるその他の人
衣川和記
演 - 寺尾聰
久木の友人。詳細は不明だが水口とも親しい仲。カルチャーセンター勤務で、以前久木に講演を依頼したことで凛子と出会うきっかけを作った人物。久木とは時々会って食事をしながら近況を報告し合い助言するなどしている。現在お目当ての女性はいないが、最近無性に女性と恋がしたくなったと久木に打ち明ける。
小畑常務
演 - 中村敦夫
出版社で働く久木の上司。久木と凛子に関する身上書の手紙（久木が凛子に一方的に好意を抱き、言葉巧みに近づいて強引に関係を迫ったなどと悪く書かれている）が会社に届いたため、彼に事実確認する。
水口吾郎
演 - 平泉成
出版社の編集長で、前任の久木の後を引き継いだ。久木と似たような仕事人間。他の会社に転職することになり久木に報告するが、その矢先体調を崩してしまう。趣味は俳句で中でも正岡子規の句を気に入っている。
水口雅代
演 - 速水典子
水口が入院した時に、病院に見舞いに訪れた久木と会話する。

### 製作
映画化は『日本経済新聞』連載開始から間もない1995年秋に決定。1985年の『ひとひらの雪』の製作を切っ掛けに、渡辺淳一とプライベートな付き合いが生まれた岡田茂東映社長が、その後の渡辺作品もほぼ独占的に東映で製作し、安定した成績を続けていたことから、『失楽園』も最初は東映単独で製作を予定したが、「東映で作っても普通の数字しか達成できないだろう」と岡田が判断し、角川歴彦が「ウチで作らせてくれ」と頼んで来たこともあり、角川映画部に全部任せた。岡田は「ウチでやったらあんなに当たらない。角川は出版という宣伝メディアを持っているから」、「角川君（角川歴彦）は兄貴（角川春樹）じゃなく、俺がやるんだという必死感が凄かった」と褒めた。
製作総指揮は角川歴彦で、角川書店、東映、エースピクチャーズ（現：アスミック・エース）、日本出版販売、三井物産が製作、東映が配給を担当した。角川書店は社長の角川春樹が1993年8月に大麻取締法違反で逮捕され、角川書店の社長を解任されて弟の角川歴彦が角川書店社長に就任した。角川春樹がオーナーだった映画製作部門の旧角川春樹事務所は角川書店が1994年に吸収合併し、映画事業からはほぼ撤退したと周囲から見られていた。しかし1995年11月、角川書店が洋画配給の老舗・日本ヘラルド映画系列の映画会社・ヘラルド・エースを事実上の買収をしたときから、映画事業に再度乗り出すだろうと認識された。これは角川春樹が1995年に角川書店の持株を売却し、角川書店と袂を分かち、その資金を元に同年3月に現・角川春樹事務所設立したための角川歴彦の対抗措置ではといわれた。映画製作の怖さをよく知る角川歴彦は当初は「実写は難しい」と話し、アニメを柱とした製作を考えていたとされるが、本作『失楽園』を新生角川映画の第一作として実写映画の製作に乗り出した。製作費全額を角川書店で持つのではなく、三分の一を角川が持ち、残りを他から集めるやり方で、結果として金が集まらない企画は面白くないものと判断し捨てるという手法を取った。
1995年10月、角川歴彦が原正人プロデューサーに『失楽園』を映画化したいと伝えた。原は成瀬巳喜男監督の『浮雲』をイメージし、90年代の『浮雲』をやりたいと考え、今という時代の区分を体現できる人として森田芳光を選んだ。原と森田は1981年の森田の劇場映画監督デビュー作『の・ようなもの』を森田が「日本ヘラルド映画で配給してくれ」を頼み込んできたときからの付き合い。当時はまだ単館ロードショーの時代ではなく『の・ようなもの』の配給はリスキーだった。『失楽園』の森田の監督起用にも周囲からは反対する者も多かったが、原が脚本家の筒井ともみの助言を受け強行に推した。森田は原作を読み自分なりに新しい試みができそうだと引き受けた。岡田茂東映会長は、森田に「あなたの映画は理屈っぽくで当たらないのが多いから、これは官能映画だから、理屈ぽくせず、官能で繋いで欲しい」と要望し森田は了承したという。岡田は「森田さんも遊び人だからいい映画が出来た、やってない奴がつくるとダメ」などと話している。
原は森田より先に筒井に脚本の要請をしたが、筒井は「私の世界とは水と油」と最初は断り、このため別の脚本家で行くと決まっていた。それから約半年経った1996年7月に再度、森田から口説き落とされ脚本を承諾した。筒井は当時小説を執筆中で忙しく、森田と簡単な打ち合わせをして脚本を10日で書いたと話している。森田と筒井は1985年の『それから』で一緒に仕事をしているためイメージは共有できたという。スタッフは森田の前作『(ハル)』（1996年）と70パーセント同じで、撮影前にメインスタッフで数日間合宿し、古今東西の恋愛映画を観たり、日本映画のセックスシーンが何故嫌いなのかといったディスカッションなどを行い、勢いのまま現場になだれ込んだ。

#### キャスティング
原作に濃厚な性描写があることから、映画化に当たっては松原凛子役のヒロイン探しが難航していると伝えられた。森田は台本を読んだ段階で松原凛子は黒木瞳しかないと思っていたことと、製作サイドで原作の読者に松原凛子役を選んでもらおうとアンケートを実施したら、圧倒的な一位が黒木瞳だったことから、連載完結を待たずに原と森田で黒木に出演交渉に当たり黒木は快諾した。黒木の渡辺作品出演は映画主演デビュー作、『化身』（1986年）以来、10年ぶりだった。早い段階で黒木のヒロインは決まっていたともいわれるが、性描写の問題があるためスター俳優が脚本を読む前に出演を決めることはなく、脚本の完成は1996年7月以降であるため、黒木と役所の正式なキャスティングはそれ以降である。当時のマスメディアが黒木と川島なお美がヒロイン争いをしていると盛んに取り上げ世間を賑わせ、映画のヒロインは黒木が、テレビドラマでは川島がヒロインを演じた。黒木は撮影前に渡辺から「これはオスとメスの話である。あなたはひたすら女、メスでいい」と言われたという。黒木は「見る人が喜んでくれる映画を作るためには自分はありません。自分の意見は重要視しません。あくまで一人の女優として、一つの素材として、自分を提供するにすぎません。監督の指示に従います」などと話している。
久木祥一郎役の役所広司は、1996年の『Shall we ダンス?』と『眠る男』で、その年の主演男優賞を総ざらいしていたことから、今という時代の匂いのする俳優としての抜擢。役所広司も黒木瞳も全面的に森田の演出を信頼し撮影はスムーズに進んだ。
木村佳乃の映画デビュー作で、木村は本作の好演で日本アカデミー賞新人俳優賞を受賞した。

#### 演出
あらゆる撮影技法を駆使し、ベッドシーンには30以上の仕掛けを取り入れた。機動性の高いスーパー16での撮影を導入し、セックスのエクスタシーを表現している。

#### 零号試写
零号試写の段階で映倫のチェックが入り、成人指定の恐れがあった。成人指定になると宣伝や動員で大きな影響が出てしまう。本来ならこれ以上は切れないという完成度だったが、森田は角川歴彦やスタッフの集まった席で自ら切ると言い、成人指定にならないよう工夫した。角川は「スタッフのいる場で自ら切ると言ったのは、森田の人柄の良さから来たものだったと思う」と述べている。

#### オールラッシュ
東映東京撮影所で関係者全員が集まり、オールラッシュが行われた。見終わると場内がシーンとなってしまった。みんなもっと激しいエロスを期待していたためで、先の影響でそれらはほぼカットされていた。すると角川歴彦が「いいじゃない。これを当てるの、我々の責任だよね」と言った。しかし原正人は「あんなに当たると思わなかった」と話している。

#### 宣伝
宣伝は東映の映画宣伝部が担当。『日本経済新聞』での連載だったことから、当初のメインターゲットは、同紙のメイン購買者とその配偶者である50代から60代の男女としていたが、監督の森田、キャストの役所と黒木が決定したことにより、単なる官能的な映画ではなく、品のある映画になることが予測できたことで、映画宣伝部内の話し合いにより、宣伝のターゲットを20代の女性まで下げて広げていく方針が取られることになった。パブリシティで扱うメインカットは役所と黒木が雪の中を二人で歩いていくカットにし、ポスターでは官能的な絵柄を使用し、綺麗なビジュアルと官能的なビジュアルの両方で展開させた。

### 作品の評価

#### 興行成績
女性客を集めて配給収入で23億円、興行収入では約40億円の大ヒットを記録。社会現象になるほどの話題を呼んだ。岡田茂は「圧倒的に女性支持者が多く、75～80%が女性でした。これは予想外で私にはまったく読めなかった。朝早くから高齢者が来て、昼前後から30代、40代の女性が押し掛けて来るんです。やはり、家庭の主婦を中心に不満があるんでしょうね。あの映画を観て一つの夢を描くんです。もう一度恋をしたいとね。それで主婦たちがワーッと押し掛けて来たんだと思います。しかも、一人で来ないで、何人か誘って来るんです」、「製作費を抑えながら、よく主婦層をつかんだ」 などと評している。批判も多かったが、大ヒットした原因を原正人は「原作の話題性が第一、それに加え汗臭さのない映画を作りたいといコンセプト、気品のある役所広司と黒木瞳らのキャスティング、筒井ともみの脚本、森田芳光の映像センス、映画的な語り口のうまさ」と分析している。森田は前作『(ハル)』（1996年）が時代を先取りし過ぎてこけて傷ついていたため、本作がびっくりするくらい当たり大喜びしていたという。角川歴彦は「50代の社会的な地位のある男性に純愛はないのかというタブーがあり、それは倫理的にいえば非社会的なことで、それをあの時代に映画が切り取ったから大衆が求めたんだと思います」と述べている。
大ヒットし、角川歴彦は岡田茂から「役所広司は森雅之になったね」と褒められたことが嬉しかったという。角川歴彦は本作の製作を切っ掛けに森田とプライベートな付き合いも生まれ、1999年の『黒い家』、2007年『サウスバウンド』で製作者として関わり、森田が亡くなる直前まで新作のデベロップメントを行った。角川は「森田には自らの企画ではない、頼まれ仕事であっても、エンタテインメントとして完成度の高いものを作れる優れた才能があり、それが一番発揮できたのが『失楽園』でなかったかと思う」と評している。

### 受賞歴
- 第71回キネマ旬報ベスト・テン：主演男優賞（役所広司）（『うなぎ』と合わせて）
- 第52回毎日映画コンクール：美術賞（小澤秀高）、音楽賞（大島ミチル）
- 第40回ブルーリボン賞：主演男優賞（役所広司）（『うなぎ』『CURE』と合わせて）
- 第22回報知映画賞：主演女優賞（黒木瞳）
- 第21回日本アカデミー賞[30]
  - 最優秀主演女優賞（黒木瞳）
  - 新人俳優賞（木村佳乃）
- 第15回ゴールデングロス賞優秀銀賞[31]。
- 第10回日刊スポーツ映画大賞・石原裕次郎賞：最優秀主演女優賞（黒木瞳）

1997年の第21回モントリオール世界映画祭に正式出品したが受賞はならなかった。
同映画祭で上映された再編集バージョンが『失楽園（海外版オリジナル）』として1997年9月20日から全国東映系で公開されている。

### エピソード
- オールラッシュでは岡田茂の隣席が偶然にも黒木瞳の当時のマネージャー・土井弘子（現・グランパパプロダクション代表）だった。映画の出来に満足した2人は一緒に銀座へ繰り出し、「弘ちゃん、今日から黒木さんのギャラ倍にしなよ」と言ったが、黒木は翌年事務所を移籍した[23]。

## テレビドラマ
1997年7月7日から9月22日まで、日本テレビ系列で毎週月曜22:00 - 22:54（JST）に全12回を放送。制作はよみうりテレビ。
映画がヒットしたこともあり、日本テレビの月曜22時台のドラマとしては唯一平均視聴率20%を越えた作品となっている。また最終回の視聴率27.3%も、読売テレビの1992年 - 2004年の12年間に渡るプライムタイムの全連続ドラマの中での最高記録である。また、性的シーンが多く描かれた。
ビデオ化はVHS版にてリリースの経緯がある（セル＆レンタル）。2007年9月20日にDVD-BOXが発売されると告知されたものの延期、さらに2009年12月31日に5枚組で発売されることが決定したがこれも延期となった。2014年9月30日に出版社の宝島社より「DVDBOOK」の形態で「失楽園 DVDBOOK」（上・下巻）（共にDVD2枚組）発売。

### キャスト
- 久木祥一郎：古谷一行
- 松原凛子：川島なお美[注 3]
- 久木文枝：十朱幸代
- 久木知佳：菅野美穂
- 松原晴彦：国広富之
- 松原昌美：加賀まりこ
- 衣川道夫：みのもんた
- 衣川宗互：大浦龍宇一
- 衣川透：金子賢
- 田辺常務：勝部演之
- 落合秋美：粟田麗
- 江藤邦子：南田洋子
- 水口吾郎：河原崎建三
- 妻良英彰：鶴田忍

### スタッフ
- 監督：加藤彰、花堂純次
- 脚本：中島丈博
- 音楽：渡辺俊幸
- 主題歌：ZARD「永遠」（B-Gram RECORDS）
- ED：石井聖子「With you」（ポニーキャニオン）
- 技術協力：バル・エンタープライズ
- 美術協力：日本テレビアート
- プロデュース：岡本俊次、近藤晋
- 制作協力：総合ビジョン

### 放映リスト
| 話数             | サブタイトル                    | 放映日        | 視聴率 | 備考                                   |
| ---------------- | ------------------------------- | ------------- | ------ | -------------------------------------- |
| 1                | 不倫夜曲                        | 1997年7月7日  | 23.5%  | 22:30～23:24 （30分繰り下げ）          |
| 2                | 京都初夜                        | 1997年7月14日 | 20.7%  |                                        |
| 3                | 妻の疑惑                        | 1997年7月21日 | 20.7%  | 通常より10分拡大 （64分）              |
| 4                | 通夜密会                        | 1997年7月28日 | 19.8%  |                                        |
| 5                | 愛欲の日光                      | 1997年8月4日  | 19.0%  |                                        |
| 6                | 妻と女の炎                      | 1997年8月11日 | 19.3%  |                                        |
| 7                | 家庭内離婚                      | 1997年8月18日 | 17.3%  |                                        |
| 8                | 妊娠                            | 1997年8月25日 | 20.1%  |                                        |
| 9                | 阿部定絶唱                      | 1997年9月1日  | 21.1%  |                                        |
| 10               | 別れの予感                      | 1997年9月8日  | 18.6%  |                                        |
| 11               | 運命の殺意                      | 1997年9月15日 | 20.6%  |                                        |
| 12               | 衝撃‼︎最終回スペシャル－愛の永遠 | 1997年9月22日 | 27.3%  | 通常より30分拡大 （22:00～23:24 84分） |
| 平均視聴率 20.7% |                                 |               |        |                                        |

### 失楽園 特別編
連続ドラマの高視聴率を受けて、1997年12月29日に「失楽園 特別編」として21:00～23:24に放送された。ドラマの総集編にTV初公開の映像、イタリアでの新撮シーンも加えた特別番組として放送され、視聴率も20%越えを達成した。また主題歌としてZARDのシングル「My Baby Grand 〜ぬくもりが欲しくて〜」のカップリングであった「Love is Gone」が使用された。

## 関連商品
- 失楽園 Vol.1・Vol.2（バップ） 1997年11月8日発売 VHSの単品商品。
- 失楽園 Vol.3・Vol.4（バップ） 1997年11月26日発売 VHSの単品商品。
- 失楽園 Vol.5（バップ） 1997年12月10日発売 VHSの単品商品。
- 失楽園 オリジナル・サウンドトラック（B-Gram RECORDS） 1997年9月10日発売。
- 失楽園 特別編（バップ） 1998年5月21日発売 VHSの単品商品。
- 失楽園 DVDBOOK（上・下巻）（宝島社） 2014年9月30日発売